# 圣丽塔-杜伊图埃图
圣丽塔-杜伊图埃图是巴西米纳斯吉拉斯州的一个市镇。总面积486.539平方公里，总人口5652人，人口密度11.6人/平方公里。